# 奧斯曼 (伊利諾伊州)
奧斯曼（英語：Osman）是位於美國伊利諾伊州麥克萊恩縣的一個非建制地區。該地的面積和人口皆未知。

## 地理
奧斯曼的座標為40°17′45″N 88°28′19″W / 40.29583°N 88.47194°W，而該地的平均海拔高度為228米（即748英尺）。